# Яфур (Сирия)
Яфур (араб. يعفور‎) — небольшой город в Сирии, расположен в мухафазе Дамаск, в районе Катана.

## Этимология
Название города совпадает с написанием слова «газель». В мусульманских источниках слово «Яфур» встречается как кличка говорящего осла, подаренного правителем Египта Мукаукисом пророку Мухаммеду.